# Resterhöhe
Resterhöhe är ett berg i Österrike.   Det ligger i distriktet Zell am See och förbundslandet Salzburg, i den centrala delen av landet, 300 km väster om huvudstaden Wien. Toppen på Resterhöhe är 1 894 meter över havet.
Terrängen runt Resterhöhe är huvudsakligen bergig, men västerut är den kuperad. Närmaste större samhälle är Mittersill, 7,8 km öster om Resterhöhe. 
Omgivningarna runt Resterhöhe är en mosaik av jordbruksmark och naturlig växtlighet. Runt Resterhöhe är det ganska glesbefolkat, med 34 invånare per kvadratkilometer.